# Tmarus guineensis
Tmarus guineensis es una especie de araña cangrejo del género Tmarus, familia Thomisidae.

## Distribución
Esta especie se encuentra desde Guinea a Sudáfrica.